# RS-357
Pour les articles homonymes, voir Route 357.

La RS-357 est une route locale des Sud-Est et Sud-Ouest de l'État du Rio Grande do Sul qui relie l'embranchement de la BR-473, dans le district de Tabuleiro de la municipalité de Lavras do Sul, à la jonction avec la BR-392, sur le territoire de la commune de Caçapava do Sul. Elle dessert ces deux seules villes, et est longue de 86,410 km.